# Ematurgina
Ematurgina is een geslacht van vlinders van de familie prachtvlinders (Riodinidae), uit de onderfamilie Riodininae.

## Soorten
- E. acervata Seitz, 1932
- E. albovata Stichel, 1929
- E. axena (Hewitson, 1875)
- E. bifasciata (Mengel, 1902)
- E. leucotopa Stichel, 1911
- E. nivosa Stichel, 1929
- E. ochrophlegma Stichel, 1911